# Schoorsteengierzwaluw
De schoorsteengierzwaluw (Chaetura pelagica) is een lid van de familie  Apodidae.

## Kenmerken
De kleine vogel heeft lange vleugels en een korte, vierkante staart. Het verenkleed is rokerig bruin en bij beide geslachten gelijk. Ze hebben een korte tjilpende roep. De lichaamslengte bedraagt 12 tot 15 cm en het gewicht 19 tot 25 gram.

## Leefwijze
Deze vogels roesten in grote groepen aan de binnenkant van schoorstenen en holle bomen, waar ze ook nestelen. Het zijn zeer wendbare vogels.

## Voortplanting
Het half komvormige nest is gemaakt van takjes en aan elkaar gelijmd met speeksel, Het bevindt zich in een schoorsteen of holle boom. In de broedkolonies helpen de volwassen vogels de jongen te voeden.

## Verspreiding
Deze trekvogel komt voor ten oosten van Noord-Amerika en het noordwesten van Zuid-Amerika. Broedt in Oost-Canada en de VS, maar overwintert tot in Noordoost-Peru.

## Status
De grootte van de populatie werd in 2010 geschat op 15 miljoen individuen. De schoorsteengierzwaluw gaat in aantal achteruit door vernietiging van nestelgelegenheid. Om deze redenen staat de schoorsteengierzwaluw als gevoelig op de Rode Lijst van de IUCN.